# Wake (Giappone)
Wake (和気町?) è una cittadina giapponese della prefettura di Okayama.